# Tựa (văn học)
Tựa (tiếng Pháp: preface) còn được gọi là lời nói đầu hay lời giới thiệu. Là phần nằm ngoài văn bản của một tác phẩm, thường nằm ở đầu quyển sách, được viết ra để thuyết minh cho nó (tựa nguyên chữ Hán là tự, có nghĩa là "trình bày", "thuyết minh") về mục đích, tôn chỉ, cách viết, hoàn cảnh ra đời,… của tác phẩm cũng như ý kiến tổng quát của tác giả.
Tựa (hay lời tựa) phân biệt với bạt (hay lời bạt) bởi vị trí trình bày ở đầu sách. Điều này có tính chất ước lệ. Các bài tựa cổ đại đều đặt cuối sách, như Tự tự của Tư Mã Thiên nằm cuối tập Sử kí. Sau đời nhà Hán, tựa mới được đặt ở đầu sách.
Tựa có thể do chính tác giả của cuốn sách viết, có thể do người khác viết.
Có lời tựa cho một sáng tác văn học, cũng có lời tựa cho một tác phẩm lí luận, nghiên cứu hoặc phê bình.
Một cuốn sách khi xuất bản có thể mang một hoặc nhiều bài tựa khác nhau. Ví dụ bản dịch cuốn Nguồn gốc gia đình, chế độ tư hữu tài sản và Nhà nước (Nhà xuất bản Sự thật, Hà Nội, 1961) có in Lời tựa lần xuất bản thứ nhất (1884) và Lời tựa lần xuất bản thứ tư (1891) của Ph. Ăng-ghen.